# Kamen Sidarow

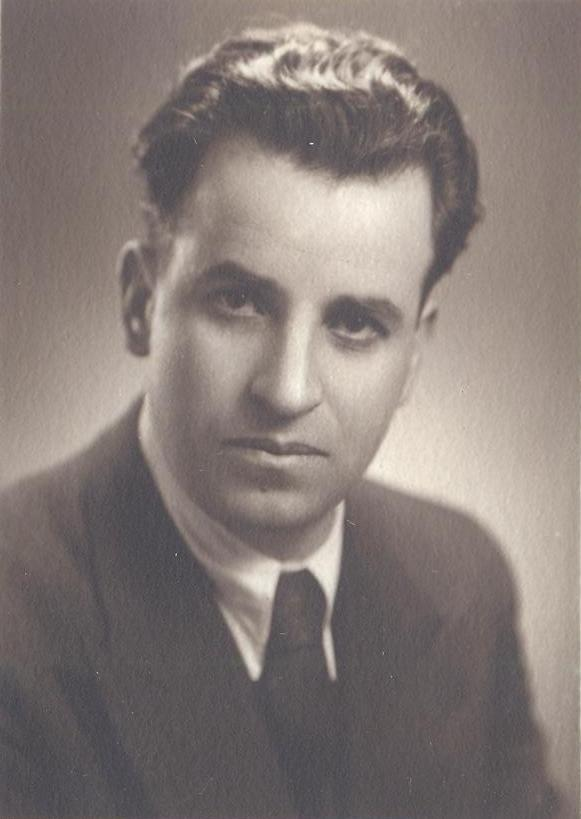
Kamen Sidarow, 1936

Kamen Sidarow, eigentlich Todor Sybew Manow (bulgarisch Камен Зидаров; * 29. September 1902 in Draganowo; † 10. Dezember 1987 in Sofia), war ein bulgarischer Schriftsteller.

## Leben
Sidarow wurde in den 1930er Jahren als proletarischer Dichter bekannt. Ab Mitte der 1940er Jahre verfasste er dramatische Bühnenstücke. Inhaltlich befassten sie sich mit Themen der älteren oder jüngeren bulgarischen Geschichte, wobei er aus Sicht des damals sozialistisch geprägten Bulgariens politische Positionen behandelte.
Er wurde als Held der Sozialistischen Arbeit und mit dem Dimitrow-Preis ausgezeichnet.

## Werke (Auswahl)
- Zarengnade, 1949
- Blockade, 1959
- Iwan Schischman, 1962
- Kalojan, 1969
- Bojan der Zauberer, 1971